# Pupčana kila
Pupčana kila ili umbilikalna hernija (lat. hernia umbilicalis; pupak lat. umbilicus) javlja se na pupku i najčešće sadrži trbušnu maramicu (lat. omentum), a rijetko crijeva. Može biti u manjem slučaju uklještena što može biti razlog za hitnu operaciju ako se u kilnoj vreći nalaze crijeva. Može doći do zapetljavanja crijeva zbog opstrukcije lumena crijeva ili u gorem slučaju do gangrene crijeva zbog vaskularne kompromitacije. 

## Dijagnosticiranje pupčane kile
Za dijagnosticiranje ove kile se obično koristi fizikalni pregled a u rijetkim slučajevima UZ pregled, CT ili MR trbušne stijenke u situacijama kada je dijagnoza upitna.

## Tretman pupčane kile
Obično se radi o malim kilama koje često ne zahtijevaju aktivan kirurški tretman posebno kod male djece gdje se očekuje da će doći do spontanoga zatvaranja otvora. Kod fetusa (unutar maternice) je ova hernija fiziološka pojava. Terapija je operativna i traje obično kraće od pola sata. Mrežice se ne koriste tako često kao kod drugih tipova kila ali se koriste konci od istog materijala koji se ne resorbira (polipropilen).
Prije operacije se uradi preoperativna priprema, pacijent uradi osnovne laboratorijske nalaze, pregled pulmologa i interniste i pregled anesteziologa koji donosi odluku o operativnom riziku i mogućim metodama anestezije. Koristi se obično opća anestezija. Operativni zahvat podrazumijeva šivanje oslabljenog tkiva i/ili ugradnju polipropilenske mrežice (polimer propilena).

## Poslijeoperativni tijek
Poslijeoperativno pacijenti trebaju izbjegavati fizičko naprezanje dokle god traje stvaranje ožiljka i zarastanje tkiva. Nakon par mjeseci pacijent može raditi sve normalne životne aktivnosti, a ekstremni se fizički napori trebaju izbjegavati.

## Povezice
- Hernia inguinalis
- Hernia femoralis
- Hernia incisionalis
- Hernia epigastrica
- Hernia lumbalis
- Hernia hiatalis

## Vanjske poveznice
- koah.rs.ba: hernia umbilicalis  Arhivirana inačica izvorne stranice od 26. ožujka 2016. (Wayback Machine)
- Službena stranica WHO za MKB
- MKB-10 klasifikacija  Arhivirana inačica izvorne stranice od 5. kolovoza 2009. (Wayback Machine)

|  | Molimo pročitajte upozorenje o korištenju medicinskih informacija. Ne provodite liječenje bez savjetovanja s liječnikom! |